# الکترون جفت‌نشده

عنصرهایی که رنگی‌اند دارای الکترون جفت‌نشده‌اند.

الکترون جفت‌نشده (به انگلیسی: Unpaired electron) الکترونی است که به تنهایی یک اوربیتال را اشغال کرده‌است. اینگونه الکترون تمایل زیادی را در ماده برای واکنش و ایجاد پیوند برای جفت‌شدن به وجود می‌آورد.
الکترون‌های جفت‌نشده در اوربیتال‌های s و p ناپایدارند زیرا جهت‌دار بودن این اوربیتال‌ها تمایل به واکنش و جفت‌شدن الکترون‌ها را زیادتر می‌کند اما در اوربیتال‌های d و f پایدارترند زیرا جهت‌داری آن‌ها کمتر است و ازینرو کمتر تمایل به همپوشانی و ایجاد یوند دارند.
بر پایه قاعده هوند، الکترون‌های جفت‌نشده دارای اسپین موازیند و ازینرو دارای ویژگی پارامغناطیس‌اند. مانند مولکول اکسیژن که ۲ و اکسید نیتروژن که ۱ الکترون جفت‌نشده دارند.
لانتانیدها پایدارترین الکترون‌های جفت‌نشده را دارند زیرا لایه الکترونی f در آن‌ها تمایل زیادی برای واکنش و جفت شدن الکترون‌ها ندارد. یون Gd۳+ با ۷ الکترون جفت‌نشده دارای بیشترین شمار این گونه الکترون است.